# Oshana
Oshana – jeden z 14 regionów administracyjnych Namibii, ze stolicą w Oshakati.

## Granice regionu
Granicą regionu na północy jest region Ohangwena, na wschodzie Oshikoto, na południu region Otjozondjupa, a na zachodzie Omusati.

## Podział administracyjny
Oshana dzieli się na dziesięć okręgów: Okaku, Okatana, Okatyali, Ompundja, Ondangwa, Ongwediva, Oshakati East, Oshakati West, Uukwiyu i Uuvudhiya.